# Olympische Sommerspiele 1988/Teilnehmer (Zaire)
| Gelbes Symbol für Goldmedaillen mit stilisierten Olympischen Ringen | Graues Symbol für Silbermedaillen mit stilisierten Olympischen Ringen | Braundes Symbol für Bronzemedaillen mit stilisierten Olympischen Ringen |
| ------------------------------------------------------------------- | --------------------------------------------------------------------- | ----------------------------------------------------------------------- |
| —                                                                   | —                                                                     | —                                                                       |

Zaire nahm an den Olympischen Sommerspielen 1988 in Seoul, Südkorea, mit einer Delegation von 15 Sportlern (13 Männer und zwei Frauen) an 15 Wettkämpfen in drei Sportarten teil. Medaillen konnten keine gewonnen werden. Es war die dritte Teilnahme an Olympischen Sommerspielen für das Land. 

## Teilnehmer nach Sportarten

### Boxen
Herren
- Wabanko Banko
  - Halbmittelgewicht

Runde eins: Freilos
Runde zwei: ausgeschieden gegen Laurensio Mercado aus Ecuador
Rang siebzehn

- Serge Kabongo
  - Mittelgewicht

Runde eins: Freilos
Runde zwei: Sieg gegen James Iahuat aus Vanuatu
Runde drei: ausgeschieden gegen Syed Hussain Shah aus Pakistan
Rang neun

- Tshibalabala Kadima
  - Superschwergewicht

Runde eins: ausgeschieden gegen Andreas Schnieders aus der Bundesrepublik Deutschland
Rang siebzehn

- Rund Kanika
  - Halbschwergewicht

Runde eins: ausgeschieden gegen Osmond Imadiyi aus Nigeria
Rang siebzehn

- Ibibongo Nduita
  - Bantamgewicht

Runde eins: Sieg gegen Haji Ally aus Tansania
Runde zwei: ausgeschieden gegen Katsuyuki Matsushima aus Japan
Rang siebzehn

### Leichtathletik
Damen
- Christine Bakombo
  - 400-Meter-Lauf

Runde eins: ausgeschieden in Lauf zwei (Rang sechs), 57,85 Sekunden
  - 800-Meter-Lauf

Runde eins: ausgeschieden in Lauf eins (Rang acht), 2:11,00 Minuten

- Dikanda Diba
  - 3000-Meter-Lauf

Runde eins: ausgeschieden in Lauf zwei (Rang sechzehn), 10:32,88 Minuten

Herren

- Mwana Bute Kasongo
  - 400-Meter-Lauf

Runde eins: disqualifiziert in Lauf neun

- Kamana Koji
  - 10.000-Meter-Lauf

Runde eins: ausgeschieden in Lauf zwei, DNF
  - Marathon

Finale: 2:38:34 Stunden, Rang 73

- Kazanga Makok
  - 800-Meter-Lauf

Runde eins: disqualifiziert in Lauf sieben

- Kaleka Mutoke
  - 5000-Meter-Lauf

Runde eins: ausgeschieden in Lauf eins (Rang sechzehn), 14:56,33 Minuten
  - Marathon

Finale: 2:55:21 Stunden, Rang 89

### Radsport
Herren
100 km Mannschaftszeitfahren
- Ergebnisse
Finale: 2:21:37,3 Stunden, Rang 28
- Mannschaft
Mobange Amisi
Pasi Mbenza
Kimpale Mosengo
Ndjibu N’Golomingi

Einzel
- Mobange Amisi
  - Straßenrennen 194 km

Finale: Rang 98, 10:53 Minuten Rückstand zum Sieger

- Kimpale Mosengo
  - Straßenrennen 194 km

Finale: Rang 104, 12:58 Minuten Rückstand zum Sieger

- Ndjibu N’Golomingi
  - Straßenrennen 194 km

Finale: Rennen nicht beendet (DNF)